# 石井剛
石井 剛（いしい つよし）は、日本の日本語専門家、学者、博士。東京大学教授。

## 経歴
- 2005年　明星大学人文学部 講師。
- 2017年～ 東京大学大学院総合文化研究科　教授。
- 2023年～東京大学東アジア芸文書院　院長。